# Erich Granaß

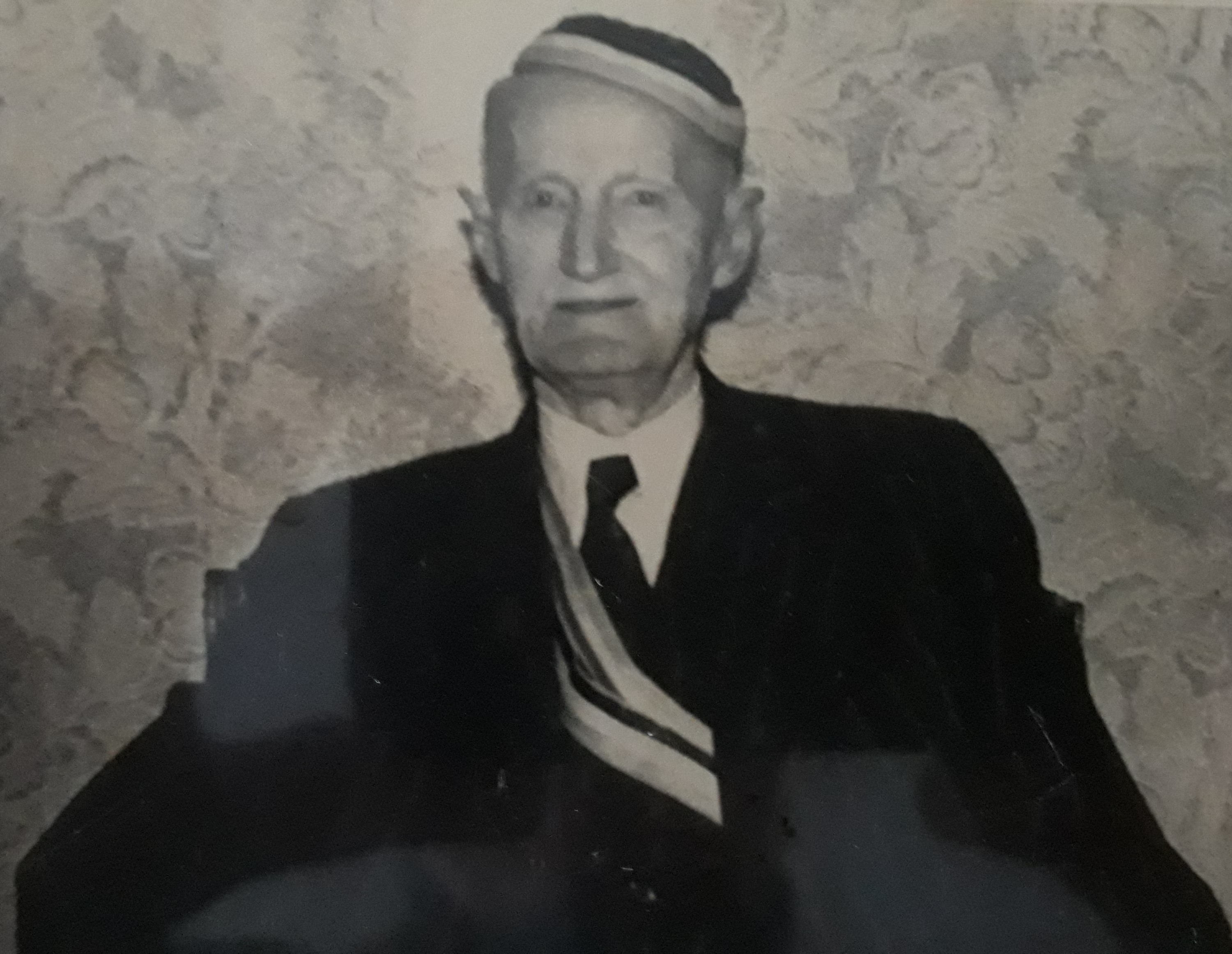
Erich Granaß

Erich Granaß (* 31. Oktober 1877 in Friedrichshof, Kreis Ortelsburg; † 6. Juni 1958 in Berlin-Wilmersdorf) war ein deutscher Jurist und Abgeordneter in Berlin.

## Leben

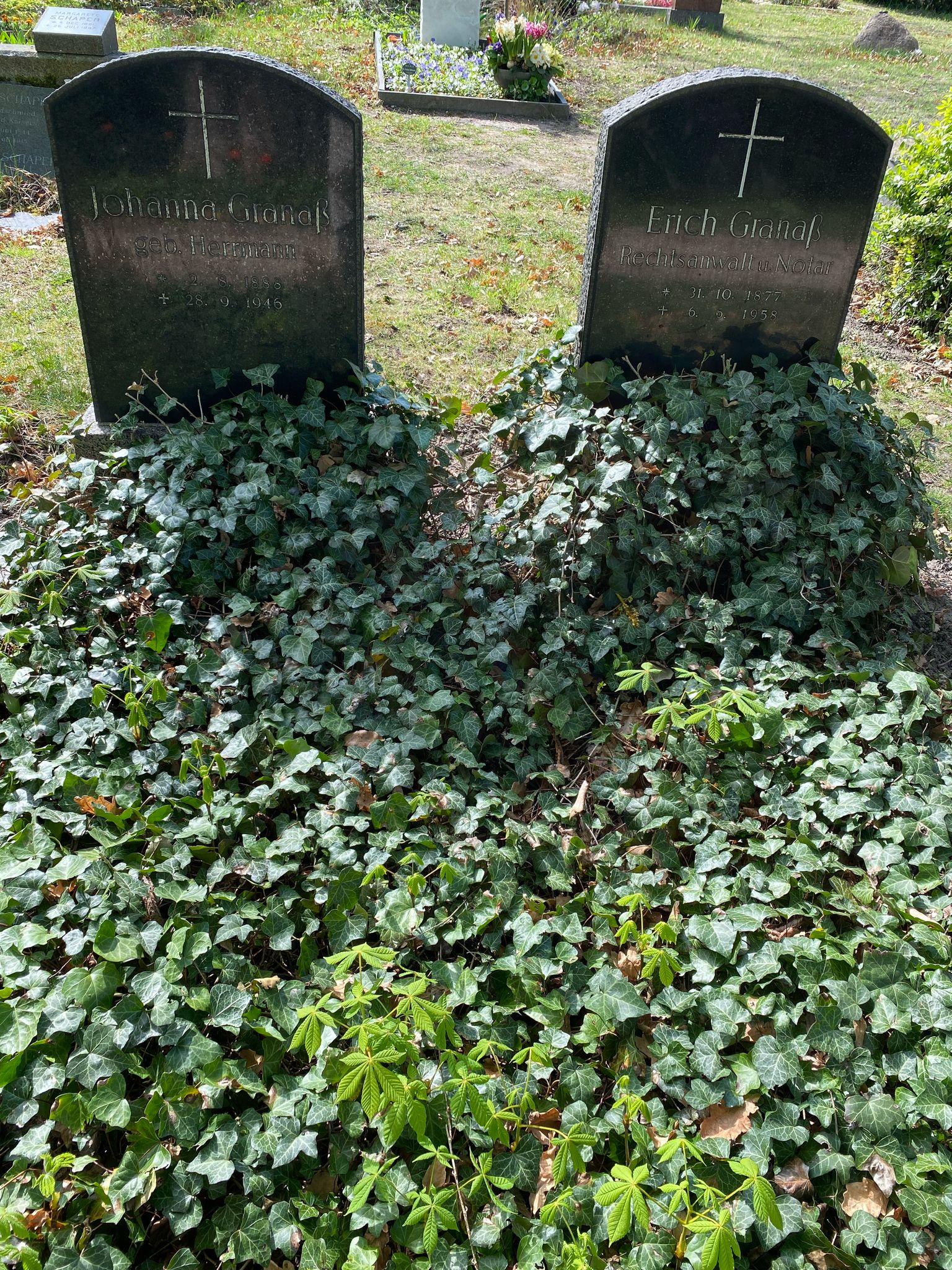
Grabstätte auf dem Alten St.-Matthäus-Kirchhof

Granaß  besuchte das Altstädtische Gymnasium in Königsberg i. Pr. Nach dem Abitur immatrikulierte er sich an der Albertus-Universität für Rechtswissenschaft. 1897 wurde er im Corps Masovia aktiv. Nach dem Ersten Examen verbrachte er die Referendarjahre in Königsberg. Nach der Assessorprüfung am Oberlandesgericht Königsberg ließ er sich 1910 in Berlin als Rechtsanwalt nieder. 1914 wurde er auch Notar. Als Leutnant zog er mit dem 1. Ermländischen Infanterie-Regiment Nr. 150 (Reserve-Infanterie-Regiment Nr. 59) in den Ersten Weltkrieg. Eine Verwundung in der Schlacht bei Tannenberg (1914) machte ihn felddienstunfähig. Er erhielt das Eiserne Kreuz II. Klasse und wurde noch 1914 zum Oberleutnant befördert. Seit 1915 im Preußischen Kriegsministerium, kam er 1916 als Hauptmann zum Stellvertretenden Generalkommando des XX. Armee-Korps in Allenstein. Als Kriegsgerichtsrat des Gardekorps kehrte er nach Berlin zurück. Am öffentlichen Leben von jeher interessiert, war er in der Zwischenkriegszeit eine anerkannte Persönlichkeit im gesellschaftlichen und politischen Leben der Reichshauptstadt. In der Wassersportlichen Vereinigung alter Corpsstudenten engagierte er sich für die Rekonstitution des Corps Frankonia Prag. 1922 erhielt er ihr Band. In der Berliner Stadtverordnetenversammlung war er Fraktionsvorsitzender der Deutschnationalen Volkspartei und stellvertretender Stadtverordnetenvorsteher. Auch im Kirchgemeinderat engagierte er sich. Von 1930 bis 1933 saß er im Preußischen Staatsrat. 1933 wurde er Mitglied der Kampffront Schwarz-Weiß-Rot.
Erich Granaß ruht auf dem Alten St.-Matthäus-Kirchhof.